# (500489) 2012 TO261
(500489) 2012 TO261 es un asteroide perteneciente al cinturón de asteroides, descubierto el 16 de septiembre de 2012 por el equipo del Spacewatch desde el Observatorio Nacional de Kitt Peak, Arizona, Estados Unidos.

## Designación y nombre
Designado provisionalmente como 2012 TO261.

## Características orbitales
2012 TO261 está situado a una distancia media del Sol de 3,144 ua, pudiendo alejarse hasta 3,438 ua y acercarse hasta 2,851 ua. Su excentricidad es 0,093 y la inclinación orbital 9,525 grados. Emplea 2037,04 días en completar una órbita alrededor del Sol.

## Características físicas
La magnitud absoluta de 2012 TO261 es 17. 